# Ingar Sletten Kolloen

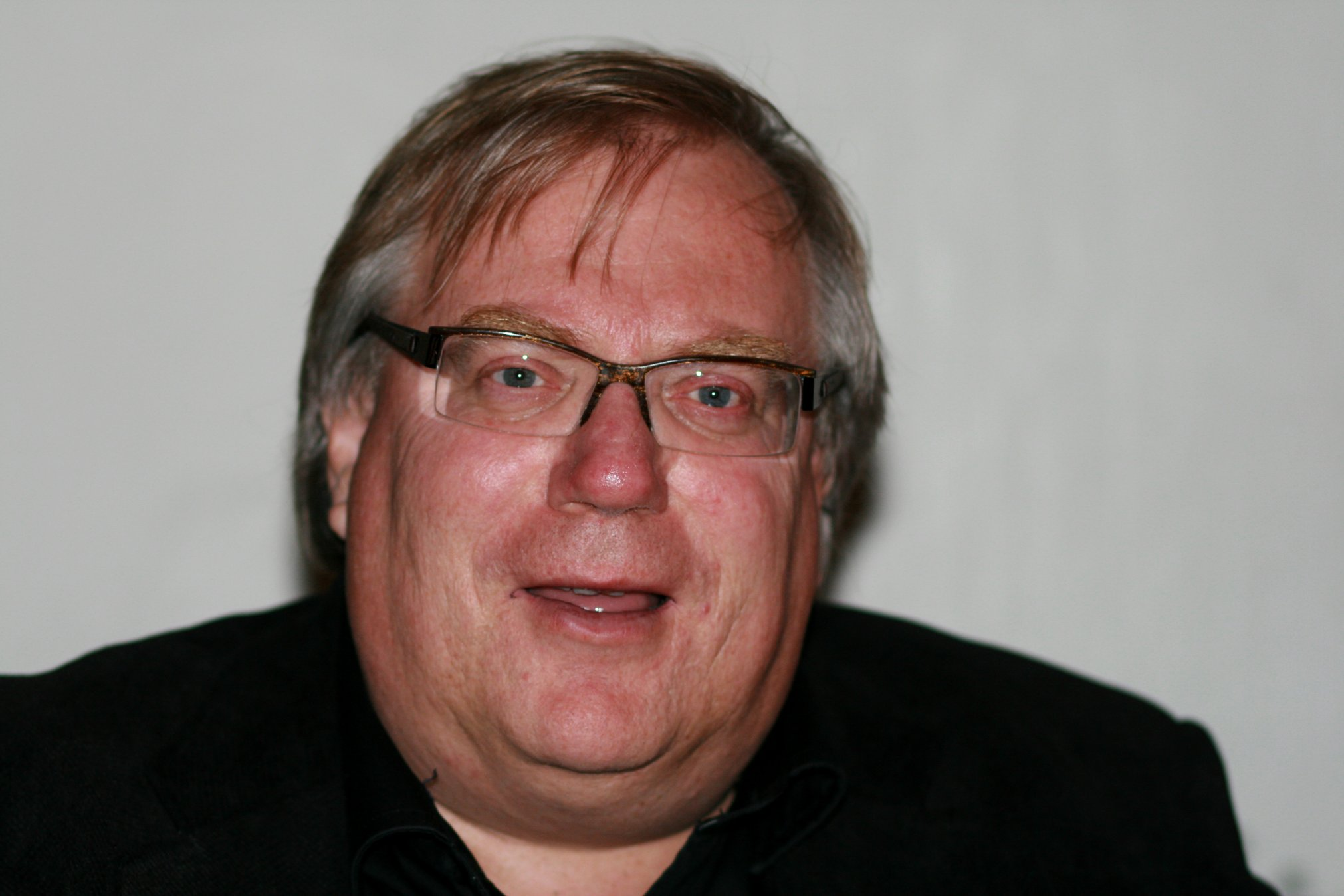
Ingar Sletten Kolloen, 2007

Ingar Sletten Kolloen (n. 9 iulie 1951, Kvam, regiunea Gudbrandsdalen) este un scriitor, biograf și ziarist norvegian.
Kolloen a lucrat la o serie de ziare din Norvegia, fiind printre altele redactor al secției de cultură a ziarului Aftenposten, și redactor-șef al ziarului Gudbrandsdølen Dagningen.
A fost și redactor-șef al editurii Den norske Bokklubben, și a jucat un rol central la planificarea programului cultural al Jocurilor Olimpice de Iarnă de la Lillehammer din 1994.
În 2007 a debutat ca romancier cu Den fjerde engelen („Al patrulea înger”).

## Scrieri
- Berre kjærleik og død („Numai dragoste și moarte”)– biografie a lui Tor Jonsson (1999)
- Blant bygdedyr og vestkantkrokodiller („Printre animale de sat și crocodili din partea de vest a orașului”) – Utvalg av Tor Jonssons prosa-tekster (2000)
- Hamsun – Svermeren („Îndrăgostitul”)– biografie a lui Knut Hamsun (2003)
- Hamsun – Erobreren („Cuceritorul”)– biografie a lui Knut Hamsun (2004)
- Den fjerde engelen – roman (2007)
- Snåsamannen (Omul din Snåsa)– biografie  a lui Joralf Gjerstad (2008)
- Hamsun- Svermer og erobrer (2009) (ediție într-un volum a biografiei în 2 volume din 2003, 2004)
- Hamsun: Dreamer and Dissenter (2009), Yale University Press, traducere în engleză a biografiei într-un volum din 2009,[2] cartea a fost primită cu critici foarte pozitive.[3]
- Dronningen („Regina”), 2012
- Under krigen. Vi må ikke falle, 2019

## Piese de teatru
- 1999: Berre kjærleik og død
- 2004: Jeg kunne gråte blod („Îmi vine să plâng lacrimi de sânge”)

## Premii
- Premiul Melsom 1999
- Nominalizat pentru Premiul Brage 1999/2003/2004
- Premiul Den norske leserprisen 2004